# Дюрренматт, Фридрих
Фридрих Райнхольд Дюрренматт (нем. Friedrich Reinhold Dürrenmatt; 5 января 1921, Конольфинген — 14 декабря 1990, Невшатель) — швейцарский немецкоязычный прозаик и драматург, публицист, художник.
Один из крупнейших писателей послевоенной Европы, Дюрренматт является автором многочисленных романов, главным образом детективных, повестей и рассказов, но наиболее широкую известность он завоевал как драматург: его пьесы «Ромул Великий» (1949), «Визит старой дамы» (1956), «Физики» (1965) и другие обошли сцены мира. Сочинения Дюрренматта изданы более чем на 40 языках.
Минимум 9 раз номинирован на Нобелевскую премию по литературе: в 1961, 1962, 1963, 1964, 1965, 1968, 1969,1970 и 1971 году.
В юности Дюрренматту, талантливому художнику, пришлось выбирать между литературой и изобразительным искусством; став профессиональным писателем, он всегда оставался и художником, создавал в том числе и циклы иллюстраций к собственным сочинениям.

## Биография

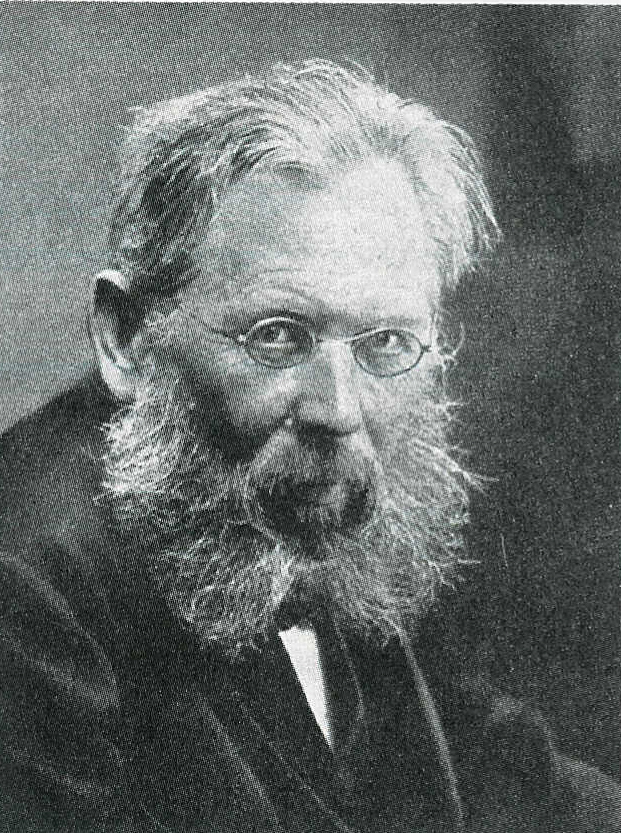
Ульрих Дюрренматт

Жизнь Фридриха Дюрренматта не была богата событиями. Он родился в деревне Конольфинген, недалеко от Берна; отец, Райнхольд, был протестантским священником, и впоследствии Дюрренматт именно этим обстоятельством объяснял частое присутствие смерти в его произведениях: всё время кого-то отпевали, кого-то хоронили. В относительно большой деревне был вокзал, у которого, однако, редко задерживались поезда. Это был замкнутый, патриархальный мир, но с собственным «театральным залом», в котором среди прочих шли и сочинения местного учителя.
Дед Фридриха, Ульрих Дюрренматт, консервативный журналист и политик, был в Конольфингене признанным поэтом, без которого не обходилось ни одно деревенское празднество. Сам Фридрих в детстве отдавал предпочтение изобразительному искусству и первую в своей жизни премию, часы, получил в 12 лет за победу в конкурсе детских рисунков «Календаря Песталоцци».
Окончив в 1941 году гимназию, Дюрренматт слушал сначала в Цюрихском, а с 1943 года в Бернском университете курсы теологии, философии, германистики и истории искусств, но так и не довёл своё университетское образование до учёной степени. В 1946 году он покинул университет, и некоторое время работал художником-графиком, прежде чем остановил свой выбор на литературе. В том же году Дюрренматт женился на актрисе Лотти Гайслер.

### Начало литературной деятельности
Нейтральную Швейцарию обошли стороной и Первая мировая война, и революции, прокатившиеся по Европе в послевоенные годы; но после прихода нацистов к власти в Германии именно Швейцария стала перекрестьем эмигрантских дорог. Для многих интеллектуалов — беженцев из Германии, а после «аншлюса» и из Австрии — Швейцария была лишь перевалочным пунктом, другие надолго оседали в Женеве, Цюрихе, Базеле и Берне. Здесь происходило столкновение разнообразных течений, стилистических и идейных поисков. Бертольт Брехт не задержался в Швейцарии надолго ни в 1933 году, ни в 1947-м, но его приверженцы — немецкие режиссёры и актёры — ставили пьесы создателя «эпического театра» в цюрихском «Шпильхаузе», в том числе «Жизнь Галилея», «Мамашу Кураж» и «Доброго человека из Сычуани». Здесь же проходили премьеры пьес и главного соперника Брехта — Карла Цукмайера. В Швейцарии жил патриарх немецкой экспрессионистской драмы Георг Кайзер, вокруг которого группировались молодые талантливые драматурги, в том числе австрийцы Фердинанд Брукнер и Фриц Хохвельдер. Наконец, большим успехом пользовалась «дезиллюзионистская» пьеса Торнтона Уайлдера «Наш городок», впервые поставленная в Цюрихе в 1938 году. Благодаря многочисленным эмигрантам театр в Швейцарии, прежде всего в «немецкой» её части, в годы войны и непосредственно после неё переживал расцвет, драматургия обращалась к самым острым проблемам современности, и для молодых швейцарских писателей театр, по словам Ю. Архипова, был «притягательным магнитом, манившим богатством форм и разнообразием творческих возможностей».
Первыми литературными опытами Дюрренматта были рассказы — «Рождество» (Weihnacht), «Палач» (Der Folterknecht), «Сын» (Der Sohn) и другие, написанные ещё в годы войны: самые ранние из них были опубликованы в 1943-м. Мир этих ранних рассказов, пишет Н. Павлова, страшен своими фантастическими несообразностями. «Тут движутся качающиеся автобусы, похожие на чудовища, воздух клейкий, а тяжесть предметов кажется такой непомерной, что сравнивается со стонущим земным шаром». Этот мрачный колорит был вполне в духе времени: ужасы Второй мировой войны значительную часть европейской интеллигенции повергли в отчаяние, уже пережитое однажды — после первой «мировой бойни», и настроили на метафизический лад, побуждая искать причины происшедшего в «извечной» природе человека. Второе рождение переживал экспрессионизм, в моду вошёл не оценённый при жизни Франц Кафка с его мрачными параболами; в европейской литературе появились многочисленные эпигоны Кафки, — его влияние отмечают исследователи и в ранних рассказах Дюрренматта.

#### Первые пьесы
Сам Дюрренматт считал эти рассказы «опытным полем» для своих драм. Первым его драматическим опытом стала радиопьеса «Двойник» (Der Doppelgänger), написанная в 1946 году и по форме перекликающаяся с «Нашим городком» Т. Уайлдера. В этом трагическом фарсе также присутствует влияние Кафки (в первую очередь его «Процесса»): совершено некое таинственное убийство, и, хотя неизвестны ни место преступления, ни орудие убийства, ни его жертва, даже сам факт совершения преступления не доказан, это не мешает «верховному суду» обвинять героя пьесы в убийстве. От влияния Кафки Дюрренматт со временем освободился, но в этой ранней пьесе уже присутствовали многие особенности его зрелого творчества: пристрастие к детективному жанру, к загадочным преступлениям и в произведениях недетективного характера, склонность озадачивать читателя и зрителя, наконец, тема судьбы, столь же бессмысленной, сколь и неотвратимой, стала одной из самых любимых его тем.
В 1947 году Дюрренматт написал свою первую пьесу для театра — «Писание гласит…» (Es steht geschrieben…). Действие её происходит в Германии XVI века, в Мюнстерской республике анабаптистов, и хотя сюжет пьесы был основан на реальных событиях и герои её сохраняли некоторое сходство со своими историческими прототипами, Дюрренматт в предисловии специально оговаривался, что не следовал документам, с которыми к тому же и знаком плохо: его тронуло давнее происшествие — старинная мелодия, взятая им и инструментованная по-новому. В любом случае, и эта пьеса, и следующая, написанная в том же году драма «Слепой», действие которой также происходит в Германии XVI века, были навеяны Второй мировой войной.
Пьеса «Писание гласит…», обозначенная автором как комедия, в 1947 году была поставлена в цюрихском «Шаушпильхаузе», а затем и в Базеле, но вызвала скорее скандал, чем восторг. Неоднозначно были восприняты публикой как идейная «вольность» автора — пренебрежение нормами религиозной морали, так и нарочитое смешение стилей. «Приёмы эпического театра Брехта, — пишет Ю. Архипов, — ещё не настолько примелькались, чтобы не вызывала удивления реклама, которую в одном эпизоде пьесы создаёт своим овощам бойкая уличная торговка: „Лук, прекрасный свежий лук! Кто любит своих потомков, пусть покупает лук. […] Ведь мы ещё только в середине мировой истории. Только что кончилось мрачное средневековье. Подумайте, сколько нам ещё надрываться! Впереди в туманном будущем вся Тридцатилетняя война, распри из-за престола, Семилетняя война, революция, Наполеон, франко-прусская война, первая мировая война, Гитлер, вторая мировая война, атомная бомба, третья, четвёртая, пятая, шестая, седьмая, восьмая, девятая, десятая, одиннадцатая, двенадцатая мировые войны. А это значит — нужны дети, нужны трупы“». Отзывы в прессе также были по преимуществу отрицательными: пьесу Дюрренматта сравнивали с той серьёзной драматургией, которая утверждалась на сцене в послевоенные годы, в том числе с трагическими пьесами его соотечественника Макса Фриша, и упрекали автора в «отсутствии позиции». Тем не менее эта пьеса была удостоена в 1947 году премии Вельти (Welti-Stiftung für das Drama).
Драма «Слепой» перекликалась и с «Королём Лиром» У. Шекспира, и со «Слепыми» М. Метерлинка: прекраснодушному, но слепому герцогу здесь противостоит злонамеренный, но зрячий офицер, который обманом захватывает власть в герцогстве, и в то время как земля стонет от его изуверств, слепой герцог верит, что страна его процветает. В начале 1948 года эта пьеса была поставлена в Базеле, но, как и предыдущая, широкой известности автору не принесла.
Писатель слишком легко поддаётся соблазну играть несвойственную ему роль. Исчерпавшая себя философия передала ему скипетр. И вот в нём ищут то, что не нашли в ней — он теперь должен восполнить даже отсутствие религии. [...] Его считают пророком, и — что ужаснее всего — он сам себя считает таковым. Нет ничего более опасного для художника, чем переоценивать искусство.
Написанная в начале 1949 года, в первой редакции, пьеса «Ромул Великий» была обозначена автором как «неисторическая историческая комедия». Историческая, поскольку в основе сюжета — история свержения в 476 году последнего императора Западной Римской империи Ромула Августа, и действуют в пьесе, соответственно, реальные персонажи; неисторическая — поскольку автор меньше всего заботился об историчности характеров главных героев и причины падения Римской империи интересовали его в последнюю очередь. В годы Второй мировой войны антифашистская драма нередко облачалась в античные и иные исторические декорации: таковы были «Антигона» Ж. Ануйя и «Мухи» Ж. П. Сартра, написанные в оккупированной Франции, «Жизнь Галилея» и «Мамаша Кураж» Б. Брехта; ещё раньше появился «Калигула» А. Камю, — осмысление современного опыта с помощью известных исторических сюжетов или античных мифов не было новацией швейцарского драматурга. Что же касается Сартра, то в ранних пьесах Дюрренматта исследователи обнаруживают не только формальное, но и идейное его влияние.
В 1951 году была создана радиопьеса «Процесс из-за тени осла» (опубликована в 1956 году).
Вместе с тем уже в первых пьесах обозначилось существенное отличие Дюрренматта и от драматургов-экзистенциалистов, и от Брехта. «По сравнению с французами Камю или Сартром, — пишет Н. Павлова, — Дюрренматт гораздо менее причастен к мировоззрению близких ему героев. […] Его пьеса гораздо менее лична, менее лирична, чем интеллектуальная драма Камю или Сартра. Она лишена той принципиальной серьёзности, которая отличала драматургию Брехта». Подозрительную несерьёзность критики отмечали уже в пьесе «Писание гласит…» — «озорное» пристрастие автора к непристойностям, снижающим значительность самых напряжённых конфликтов, его склонность грубоватым юмором разряжать остродраматические ситуации.
Пьеса «Ромул Великий» также была поставлена в Городском театре Базеля, однако и после этой премьеры автор не проснулся знаменитым; зарабатывать на жизнь в конце 40-х годов Дюрренматту приходилось главным образом театральной критикой в еженедельнике «Weltwoche» и скетчами для кабаре.

### Признание
Писать детективные романы Дюрренматта в известном смысле заставила нужда: в отличие от его ранних, причудливых пьес, детективы пользовались неизменным спросом, и в начале 50-х годов его первые романы — «Судья и его палач» и «Подозрение» — публиковались с продолжением в газете «Der Schweizerische Beobachter».
Прорыв произошёл в 1952 году: комедия «Брак господина Миссисипи» (Die Ehe des Herrn Mississippi), написанная двумя годами раньше и не нашедшая своего режиссёра в Швейцарии, неожиданно вызвала интерес в Германии и была поставлена в мюнхенском «Каммершпиле». Эта пьеса — дань Дюрренматта тем тенденциям в западноевропейской драматургии, из которых позже вырос театр абсурда: её герои начинают действовать и рассуждать лишь после того, как перестреляли друг друга. Впоследствии сам Дюрренматт называл этот путь тупиковым: «Абсурд ничего в себе не содержит», — но о нём наконец заговорили. В декабре 1953 года в том же «Каммершпиле» была поставлена пьеса «Ангел приходит в Вавилон» (Ein Engel kommt nach Babylon); появились заказы от радиостанций: в 1952—1956 годах Дюрренматт написал ряд пьес для западногерманского радио, в том числе «Геркулес и Авгиевы конюшни» (Herkules und der Stall des Augias), «Операция „Вега“» (Das Unternehmen der Wega) и «Авария» (Die Panne). Радиотеатр был исключительно популярен в послевоенной Германии, и в первой половине 50-х годов именно эти пьесы, наряду с детективными романами, были главным источником дохода Дюрренматта, ставшего к тому времени отцом троих детей.
В эти годы Дюрренматт продолжал писать и для театра. Поставленная на сцене в 1953 году комедия «Ангел приходит в Вавилон» (Ein Engel kommt nach Babylon) в 1954-м была удостоена литературной премии Берна. Но настоящий успех на театральном поприще пришёл в 1956 году, с постановкой в цюрихском «Шаушпильхаузе» трагикомедии «Визит старой дамы», с выдающейся актрисой Терезой Гизе (первой брехтовской мамашей Кураж) в главной роли. Быть может, не случайно мировое признание драматургу принесла наименее «дюрренматтовская» из его пьес, наиболее традиционная по форме. Впервые Дюрренматт обозначил свою пьесу как «комическую», но всё же трагедию, при том что жанр трагедии принципиально отвергал.
Долгожданный успех закрепила созданная в том же году новая редакция «Ромула Великого», в которой также, по сравнению с первой редакцией, было усилено трагедийное начало. Обе пьесы в считанные годы обошли многие сцены мира; «Визит старой дамы» ставили, в частности, Питер Брук на Бродвее в 1958 году и Джорджо Стрелер в своём «Пиколо-театре» — в 1960-м.
В 1959 году Дюрренматт написал в первой редакции «комедию с музыкой» «Франк V. Опера частного банка» (в 1964 году комедия была переделана), и, хотя сам драматург говорил, что написана пьеса под впечатлением «Тита Андроника» У. Шекспира, многие критики считали, что гораздо более сильное впечатление на него произвела «Трёхгрошовая опера» Б. Брехта; иные даже обвиняли автора в плагиате. С таким обвинением Дюрренматт столкнулся не впервые: в «Браке господина Миссисипи» вдова Франка Ведекинда усмотрела кальку пьесы её мужа «Замок Шлоттерхейм» и даже предъявила драматургу иск в судебном порядке. И хотя иск удовлетворён не был, Дюрренматту по этому поводу пришлось оправдываться в печати.
Комедия «Физики», написанная в 1962 году, сделала Дюрренматта самым репертуарным драматургом в Германии. Международное признание в эти годы выразилось и в присуждении ряда премий: так, бродвейская постановка «Визита старой дамы» в 1959 году была отмечена премией нью-йоркской критики, а постановка той же пьесы в Мангейме — Шиллеровской премией; на волне успеха оказались востребованы и некоторые ранее написанные произведения, и в частности радиопьеса «Вечерний час поздней осенью» в 1958 году была отмечена премией в Италии. «По совокупности заслуг» Дюрренматт был удостоен в 1960 году Большой премии Швейцарского Шиллеровского фонда (Grosser Preis der Schweizerischen Schillerstiftung), а в 1968 году — Грильпарцеровской премии (Grillparzer-Preis) Австрийской академии наук. В 1969 году он стал почётным доктором Темплского университета в Филадельфии.
В 1958 году Дюрренматт дебютировал как киносценарист — в фильме Ладислао Вайды «Это случилось средь бела дня» (Es geschah am hellichten Tag). Выросший из киносценария роман «Обещание» (Das Versprechen) с подзаголовком «Реквием по детективному роману» был в 1959 году также отмечен премией в Швейцарии.

### Разочарования
Были в эти годы и неудачи: не имела успеха переработанная для театра радиопьеса «Геркулес и Авгиевы конюшни», поставленная в цюрихском «Шаушпильхаузе» в 1963 году. Дюрренматт, для которого «Геркулес» был не просто любимым детищем, но и во многих отношениях программным сочинением, излил своё негодовании в серии карикатур на критиков. Ничего не добавила к славе драматурга и поставленная там же тремя годами позже комедия «Метеор», в которой он ещё раз сблизился с «театром абсурда».
Популярность Дюрренматта во второй половине 50-х — начале 60-х годов не в последнюю очередь была связана с изменением атмосферы в послевоенной Европе. Приблизительно до середины 50-х в западноевропейском театре преобладала, по словам Н. Павловой, драматургия, «превращавшая театральные подмостки в трибуну для страстного обращения к зрителям по вопросам общественным, нравственным, философским»; комедии Дюрренматта на этом фоне казались слишком несерьёзными. Затем пришло осознание несостоятельности тех надежд, которые рождались в годы антифашистского Сопротивления. «Пошатнулось, — пишет исследователь, — убеждение в результативности подвига, как будто совершенно неуместного среди горьких метаморфоз послевоенных лет». Трагедия на театральных подмостках уступила место трагикомическому фарсу, — настало время Дюрренматта.
Но и апатия длилась недолго: в середине 60-х годов вновь оказалась востребована политическая драма. «Документальный театр» Рольфа Хоххута, пьесы Петера Вайса («Марат/Сад» и «Дознание»), отход от идей и эстетики «театра абсурда» Вольфганга Хильдесхаймера и Артюра Адамова ознаменовали собой новый поворот в истории западноевропейской драматургии, — Дюрренматт же оставался верен себе.
Несмотря на неудачи, театр оставался главной его страстью. В 1968 году вместе с режиссёром Вернером Дюггелином Дюрренматт возглавил театр «Базельская комедия» и возлагал на это новое предприятие большие надежды. Задуманная демократизация театра должна была коснуться как репертуарной, так и ценовой его политики — вплоть до введения определённого количества бесплатных билетов. Ради расширения репертуара Дюрренматт переработал «Короля Джона» и «Тита Андроника» У. Шекспира, а также «Пляску смерти» А. Стриндберга («Играем Стриндберга»), приспосабливая старое содержание к новым театральным формам, актуализируя при этом и само содержание. Он даже попробовал себя в режиссуре, поставив вместе с Э. Холлигером пьесу «Играем Стриндберга». Но работа в театре обернулась для драматурга серией конфликтов и в конечном счёте — инфарктом. Проработав всего один сезон, в 1969 году, разочарованный, Дюрренматт покинул театр.
В том же 1969 году он стал соиздателем воскресного журнала, на страницах которого в течение нескольких лет активно участвовал в политических дискуссиях. Но политика как таковая — и швейцарская, и международная — приносила критически настроенному писателю только разочарования: свои публичные выступления он посвящал, в частности, ближневосточным конфликтам и вводу советских войск в Чехословакию. Даже в благодарственной речи по случаю присуждения ему литературной премии Берна в 1969 году Дюрренматт прежде всего выразил своё несогласие с культурным строительством в Швейцарии.
В 1967 году Дюрренматт побывал в Москве, на съезде советских писателей, и впоследствии вспоминал, как поразила его выхолощенность всего происходившего, то, как мало на этом съезде говорили о литературе и как усердно прославляли правящую верхушку. Его сугубо негативные впечатления в 1971 году воплотились в повесть «Падение», где правящие лица, обозначенные лишь номерами, в соответствии с их положением, в полном вакууме ведут борьбу за власть.
«Чем старше я становлюсь, — писал Дюрренматт в предисловии к пьесе „Портрет планеты“, — тем ненавистнее мне становится всё театрально-литературное, риторическое… Я пытаюсь работать драматургически всё более просто, становлюсь всё скупее, опускаю всё больше, оставляю только намёки». В марте 1973 года драматургу пришлось пережить провал в цюрихском «Шаушпильхаузе» его пьесы «Сообщник» (Der Mitmacher) в постановке Анджея Вайды. Очередная неудача заставила Дюрренматта на несколько лет посвятить себя исключительно прозе. И «Сообщник», и написанная двумя годами раньше пьеса «Портрет планеты» (Porträt eines Planeten) — пародия на историю человечества от Адама до эпохи освоения космоса, и более поздние «Срок» (Die Frist. 1980) и «Ахтерлоо» (Achterloo, 1983) во многом повторяли его предыдущие пьесы. «Но случайности и неожиданности, — пишет Н. Павлова, — прежде ошеломлявшие непредвиденным поворотом событий, превратились во вращение по кругу, в повторение подобного, в демонстрацию на разном материале безысходности современного мира».
Ещё в 1952 году Дюрренматт поселился с семьёй в Швейцарских Альпах, в Невшателе, который после второго инфаркта, перенесённого в 1975 году, покидал всё реже и реже. Что же касается круга общения, то собратьям по перу он предпочитал физиков, математиков и астрономов.

### Последние годы
Пьесы Дюрренматта, написанные в 50—60-х годах, прежде всего «Визит старой дамы» и «Физики», по-прежнему шли на сцене, его романы, в первую очередь детективные, издавались на многих языках, и сам автор продолжал получать премии и награды, в том числе Австрийскую государственную премию в области литературы (1983), медаль Карла Цукмайера земли Рейнланд-Пфальц (1984), баварскую литературную премию имени Жана-Поля (1985), премию Георга Бюхнера, присуждаемую Немецкой академией языка и поэзии (1986), болгарскую Международную премию за юмор и сатиру в области литературы (1987). В 1985 году газета «Die Welt» назвала Дюрренматта одним из самых успешных писателей планеты и самым репертуарным среди немецкоязычных драматургов.
В 1984 году вместе с Шарлоттой Керр он снял фильм по своей пьесе «Портрет планеты». Переработав вместе с Керр пьесу «Ахтерлоо» (написанную в 1983 году и тогда же поставленную, но без успеха), последние годы он посвятил исключительно прозе. В этот период была закончена начатая ещё в 1959 году работа над романом «Правосудие» (Justiz, 1985), своеобразным детективом, в котором ищут не убийцу — он известен и не скрывается от правосудия, — а смысл: чего ради он совершил убийство?. Ещё раньше, в 1981 году, Дюрренматт завершил другой свой давний замысел: в 1947-м он начал писать роман «Город», но так и не закончил его, — как говорил сам писатель, в то время ему не хватало духовной и художественной зрелости. Замысел, который он разрабатывал в «Городе» и в написанном тогда же рассказе «Из записок охранника», в конце концов воплотился в одно из лучших произведений Дюрренматта-прозаика — повесть «Зимняя война в Тибете».
Во второй половине 80-х были написаны «драматическая баллада» «Минотавр» (Minotaurus) и новелла «Поручение, или О наблюдении за наблюдающим за наблюдателями» (Der Auftrag oder vom Beobachten des Beobachters der Beobachter, 1988); последним сочинением Дюрренматта стал роман «Ущелье Вверхтормашки» (Durcheinandertal, 1989), своеобразный итог его творчества: в романе присутствуют все излюбленные образы Дюрренматта — запутанный лабиринт, сумасшедший дом, двойничество, швейцарская деревня и космическое пространство и, конечно, детективная фабула.
Незадолго до смерти Дюрренматт в последний раз взбудоражил Швейцарию — своей речью «Швейцария — тюрьма» (Die Schweiz — ein Gefängnis), посвящённой Вацлаву Гавелу.
Он умер в Невшателе 14 декабря 1990 года. Свои произведения Дюрренматт завещал государству, но при условии, что будет создан национальный литературный архив, — в 1991 году Швейцарский литературный архив был создан. А в Невшателе, где он прожил без малого 40 лет, в 2000 году был открыт Центр Дюрренматта.

### Частная жизнь
В 1946 году Дюрренматт женился на актрисе Лотти Гайслер. В 1947 году у супругов родился сын, названный Петером, в 1949 году — старшая дочь Барбара, а в 1951 году — младшая, Рут. Овдовев в 1983 году, Дюрренматт годом позже женился на актрисе и режиссёре Шарлотте Керр.

## Творчество
Сочинения Фридриха Дюрренматта изданы более чем на 40 языках, при этом наиболее широкую известность ему принесли пьесы — «Ромул Великий» (1949), «Визит старой дамы» (1956), «Физики» (1962) и другие обошли сцены мира.

### Дюрренматт-драматург
В своё время швейцарский литературовед Х. Бенцигер в книге «Фриш и Дюрренматт», отметив всё своеобразие Дюрренматта-драматурга, в итоге назвал его творчество «эпигонским». Н. Павлова считает, что это определение справедливо лишь в некотором «высшем смысле»: самобытность швейцарского драматурга со всей очевидностью обнаружилась уже в пьесе «Писание гласит…» Но правда и то, что Дюрренматт не создал нового направления в литературе. Он не любил сравнений с драматургами-современниками, предостерегал исследователей против зачисления его в какое-либо литературное направление или в философскую школу, учителями своими называл Аристофана, Г. Бюхнера, предшественника экспрессионизма Ф. Ведекинда и И. Нестроя, продолжателя традиций «венской народной комедии». Тем не менее исследователи всегда обнаруживали в его пьесах, помимо связи с европейской театральной традицией, и влияние современников — французских экзистенциалистов, представителей «театра абсурда», Т. Уайлдера с его пьесой «Наш городок» и, конечно, Б. Брехта, которым в 1950-х — 1960-х годах так или иначе «переболело» большинство европейских драматургов. Исследователи отмечали органичность для Дюрренматта стихии философской параболы, но были крайне удивлены, когда сам драматург в статье «Американская и европейская драма» объяснил своё пристрастие к параболе тем, что он швейцарец. Писатель, живущий в Швейцарии или в Люксембурге, рассуждал Дюрренматт, не может позволить себе непосредственно отображать действительность своей страны, поскольку страна его — слишком маленькая часть мира и её проблемы неинтересны всему человечеству. Удивились исследователи потому, что наиболее «остранённую» форму параболы, к которой прибегал Дюрренматт в своих пьесах, он застал уже вполне сложившейся в творчестве драматургов, представлявших большие страны: Ж.-П. Сартра, А. Камю, Т. Уайлдера, Б. Брехта.
...И у меня, разумеется, есть своя теория искусства… Чем бы дитя ни тешилось. Но свою теорию я держу при себе (иначе мне самому пришлось бы следовать ей). Пусть уж лучше меня считают эдаким взбалмошным простаком, который пренебрегает формой своих творений.
Проблема, о которой говорил Дюрренматт, обнаружилась в его творчестве иначе: принадлежность к маленькой стране, мало кого интересующей, провоцировала не только у Дюрренматта-гражданина, но и у Дюрренматта-драматурга потребность заниматься чужими проблемами, так или иначе волнующими мировую общественность. Но взгляд со стороны лишал его пьесы того нерва, который бился, например, в пьесах-параболах немецких и французских драматургов, переживших Вторую мировую войну; для многих современников Дюрренматта парабола становилась порою необходимым «эзоповым языком» — возможностью, как говорил Брехт, «донести до зрителей правду обходным путём». Для Дюрренматта же парабола была средством обобщения, и она «работала», пока речь шла об общих закономерностях современного и не только современного мира, — попытки в той же форме изобразить реальные события оборачивались неудачами; возникало ощущение, будто автор безучастен к происходящему на сцене. Так было с пьесой «Срок», о некоем умирающем диктаторе, которому приближённые бесчисленными операциями искусственно продлевают жизнь, чтобы выиграть время в борьбе за власть, — пьесой, которая, по свидетельству самого Дюрренматта, была навеяна известием о смерти Ф. Франко. Так было и с пьесой «Ахтерлоо», которая явным образом перекликается с «Маратом/Садом» П. Вайса: действие происходит в психиатрической клинике, где пациенты в порядке «ролетерапии» по указанию врачей воображают себя историческими, мифологическими или литературными персонажами. Дюрренматт настаивал на том, что пьеса посвящена польским событиям 1981 года и при постановке её на сцене в «Наполеоне» (в пьесе он одновременно и «Олоферн») должен угадываться Войцех Ярузельский. «Концепция современной пьесы, разработанная Дюрренматтом, — пишет Н. Павлова, — имела свои законы. Этим законам были противопоказаны сантименты и пафос. Но в итоге канон, выработанный драматургом, стал работать против него, сузив и обеднив его палитру».

#### Дюрренматт и Брехт

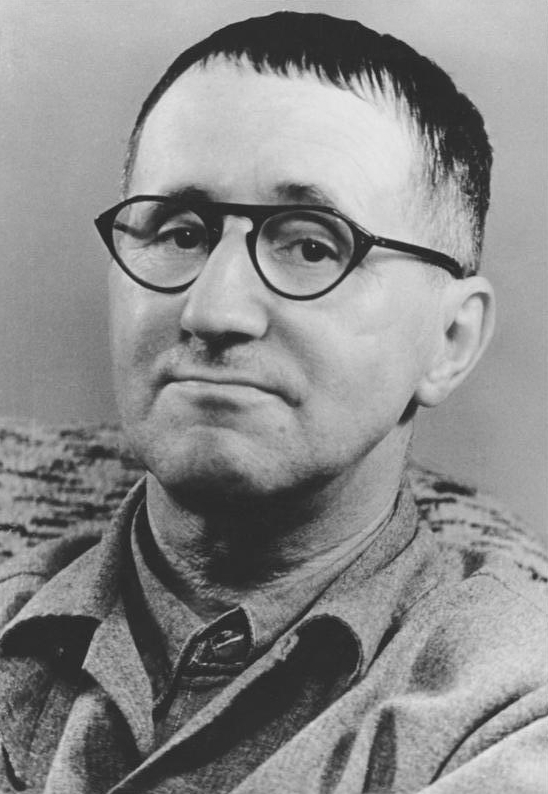
Бертольт Брехт, 1954 год

Чаще всего исследователи сравнивали Дюрренматта с Бертольтом Брехтом, но именно с тем, чтобы обнаружить ряд принципиальных отличий. С одной стороны, в пьесах Дюрренматта на каждом шагу в разнообразных формах присутствует тот приём, который Брехт назвал «эффектом очуждения»: это и нарочитые анахронизмы, и невероятные повороты сюжета, и даже прямые обращения к залу — гиперболизированное «остранение» стало стержнем его поэтики. Но используются этот приём нередко всего лишь для достижения комического эффекта. Если у Брехта актёр обращался к залу — обычно посредством зонгов, — чтобы раздвинуть временны́е и пространственные рамки сюжета или выразить своё отношение к происходящему на сцене, то у Дюрренматта, например, в пьесе «Писание гласит…» Карл V, обращаясь к зрителям, заявляет: «Я император Карл V. Вы, без сомнения, узнали меня по моей бороде, испанскому головному убору и белому воротничку. Театральный гримёр сделал меня удивительно похожим на портрет, написанный с меня Тицианом». Такие — не по назначению — использования открытий Брехта, собственно, и давали критикам повод упрекать Дюрренматта в несерьёзности. «Для Дюрренматта, — писал в середине 1960-х годов И. Архипов, — слишком важен „игровой“, чисто зрелищный, восходящий к балагану момент в театре; он слишком любит его яркую, пёструю и живую плоть, полную крепких, порой грубоватых красок. То, что в классической трагедии было выражением глубоких жизненных противоречий, а у неоромантиков — печально-красивым символом напоённого неизбывной тоской агностицизма, то у Дюрренматта становится стихией безудержной театральной „игры“, бесконечным нанизыванием комических ситуаций, нарочито заострённых контрастов».
В то же время Дюрренматт считал комедию единственным жанром, в котором ещё может адекватно отразиться современная действительность. Здесь он, собственно, развивал мысль, высказанную Брехтом ещё в 1938 году по поводу популярности детективного жанра: человек XX века, живущий в условиях кризисов и катастроф, оказывается вынужден сам доискиваться до их причин. Трагедия на европейской сцене, писал Дюрренматт, была актуальна в те времена, когда её герои имели перед собой определённого противника, победа над которым могла изменить ход событий; в сознании же современного человека добро и зло нивелированы, поскольку государство обезличено и виноватых как будто нет: что бы ни случилось, всякий раз оказывается, что никто не имел к этому никакого отношения, никто этого не хотел. Если царь Креонт в трагедии Софокла «Антигона» воплощал в себе всю полноту власти, то современный человек имеет дело с безликой государственной машиной. «Дело Антигоны, — писал Дюрренматт, — решают секретари Креонта». При этом современные креонты «неизмеримо ничтожней зла, причинённого ими миллионам». Современному драматургу, соответственно, приходится воплощать на сцене незримые пружины жизни, что возможно только в форме комедии: «Гротеск — это лицо безликого мира».
Сомнения Дюрренматта в способности театра отобразить современный мир в своё время заинтересовали Брехта, — в обращении к участникам театральной конференции, проходившей в 1955 году в Дармштадте, создатель «эпического театра» писал: «…Современные люди примут отображение современного мира только в том случае, если мир этот будет показан как изменяемый. Для современных людей вопросы ценны ответами. Современных людей интересуют обстоятельства и события, на которые они могут как-то повлиять». Но этот тезис противоречил эстетике Дюрренматта, — швейцарский драматург утверждал, что в его пьесах нет никаких «идей», никаких «проблем»: «От природы ведь тоже не требуется, чтобы она содержала в себе и даже решала проблемы».
Дюрренматт возразил Брехту несколько лет спустя в послесловии к своей пьесе «Франк V»: «Если драма избирает своей целью „изображение мира“… она „научно“ зависима от теории о мире, на которую она опирается». Не разделяя политические взгляды Брехта, Дюрренматт не разделял и его исторический оптимизм. Брехтовская ясность была ему чужда и заменялась многообразием материала, таившего в себе возможность противоречивых выводов. Так, в комедии «Писание гласит…» и циничный авантюрист, и искренне верующий праведник заканчивают свою жизнь одинаково — на колесе. В пьесе «Ромул Великий» исторический скептицизм драматурга проявляется в комическом столкновении правителей-двойников, заядлых куроводов, — последнего императора Рима и предводителя германцев: «Прошлое, — писал Ю. Архипов, — заглядывает в будущее и видит в нём только себя, только вечные повторения». Е. Сурков в середине 1960-х годов так резюмировал позицию Дюрренматта:
Художнику не дано ни проникнуть в те сферы, где формируются движущие силы современного распада, ни вмешаться в неотвратимо возрастающий хаос всеобщего уничтожения. Человечество созрело для катастрофы. Взращивая её каждодневно, оно даже бессильно угадать её лик. Да и кому угадывать: разве жители целого городка, торопливо капитулирующие перед изощрённой бесчеловечностью Старой дамы, тем самым не обрекают себя на роль нравственных кастратов, покорно плетущихся в хвосте её свиты? Жертвы ведь ничуть не человечнее насильников. Вырождение одинаково коснулось и тех и других. И художнику ничего не остаётся, как последовать примеру Ангела, который в одной из ранних пьес Дюрренматта посетил Вавилон, но только для того, чтобы поскорее его покинуть».
Дюрренматт сам себя называл «самым мрачным комедиографом из всех существующих». Когда Фридрих Вольф упрекнул Брехта в том, что в «Мамаше Кураж» отсутствуют положительные герои, прозревающие на сцене, — Брехт возразил: в его пьесах есть позитивные идеи, которыми должен заразиться зритель. В пьесах Дюрренматта, пишет Н. Павлова, напротив, положительные герои встречаются, в них нет другого — «конструктивных идей, в которые бы верили не только герои, но и сам автор». Дюрренматт не считал себя вправе предлагать решения. В 1987 году он приезжал в Москву на форум деятелей культуры «За безъядерный мир, за выживание человечества» и в интервью газете «Известия» говорил: «Нужна демократизация везде и во всём. Один или даже несколько писателей, литература в целом не в состоянии что-либо изменить в этом мире. Так было всегда. Но так не может продолжаться вечно. Иначе писателю остаётся писать только гротесковые вещи о человечестве, движущемся к катастрофе, а простому человеку сидеть и надеяться на лучшее».

### Дюрренматт-прозаик
Ранние рассказы, навеянные ужасами Второй мировой войны, Дюрренматт называл «опытным полем» для своих драм; в дальнейшем он не раз обращался к прозе, когда не складывались его отношения с театром. Однако в поздние годы, и, как считает Н. Павлова, не случайно, наивысших успехов он добился именно в прозе, а не в драматургии.
Проза Дюрренматта настолько своеобразна, что не укладывается в рамки традиционных жанров. Если первые его романы, написанные в 50-х годах «Судья и его палач», «Подозрение» и «Обещание», вполне походили на обычные детективы, то в поздней прозе приключенческие и детективные сюжеты служат лишь оболочкой — для тем, намеченных уже в ранних его рассказах: катастрофичности окружающего мира, затерянности и беспомощности человека в этом мире и в то же время — ответственности за его судьбу. В аллегорической форме эти темы воплотились уже в написанном в 1951 году рассказе «Туннель»: поезд, который должен был следовать на Цюрих, попадает в нескончаемый туннель, и вдруг выясняется, что поездом никто не управляет, — он мчится навстречу неизбежной катастрофе, и напрасно главный герой, в котором узнаётся молодой Дюрренматт, пытается его остановить.
Вместе с тем пристрастие к детективному жанру, которое исследователи связывают с катастрофичностью его мироощущения, Дюрренматт пронёс через всю жизнь: независимо от жанра, в его произведениях — как в прозе, так и в драматургии — на редкость много шпионов и преступников и, соответственно, судей, следователей, криминалистов. У каждого крупного драматурга или драматургического направления, пишет Н. Павлова, есть свои характерные коллизии, и если для французской «интеллектуальной драмы» (Сартра и Ануя) излюбленной коллизией был диспут, то у Дюрренматта это — разоблачение.
В различных формах разоблачение всегда присутствует и в его прозе.
Роман «Правосудие», над которым Дюрренматт с перерывами работал 28 лет, по форме скорее антидетектив: убийство совершается на глазах у множества людей, убийца и не думает скрываться, его заключают под стражу, — но цепь несуразностей только начинается. Не в силах понять мотив преступления, адвокат Шпет готов даже принять версию, подсказанную ему убийцей: а что, если и убил кто-то другой?. Сомнение в познаваемости современного мира — один из характерных мотивов не только драматургии, но и прозы Дюрренматта. Понять мотив преступления в «Правосудии» оказывается намного труднее, чем арестовать преступника; адвокат готов усомниться даже в том, что видел собственным глазами, потому что всё в этом мире зыбко, всё колеблется. Но мотив неожиданно находится в конце, в форме разоблачения: выясняется, что жертва поплатилась за совершённое некогда преступление, а «палач» в действительности сам является жертвой, — и вновь автор напоминает, что в этом мире нет правды, безусловной для всех.
Написанной в 1988 году повести «Поручение, или О наблюдении за наблюдающим за наблюдателями» Дюрренматт предпослал эпиграф из С. Кьеркегора: «Куда мы идём? Что готовит нам будущее? Не знаю, не могу себе представить… Моими поступками движет следствие того, что я уже пережил. Эта жизнь абсурдна, чудовищна, невыносима». У повести как будто вполне счастливый конец: жертва спасена, убийца наказан, исчезнувшие находятся; «невыносимость» — в самой атмосфере повести. Дюрренматт здесь как будто возвращается к кумиру своей юности — Францу Кафке: в своём неоконченном романе «Замок» Кафка до бесконечности дробит эшелоны власти, создавая образ вселенской бюрократии, — так же, до бесконечности автор «Поручения…» накручивают сюжетные перипетии, запутывая читателя бесконечными тайнами. В этой повести Дюрренматт использует едва ли не весь арсенал детективных ходов, накопленный за несколько десятилетий; и всё-таки, пишет Н. Павлова, детективный сюжет кажется здесь накленным на трагический фон; атмосфера повести заставляет вспомнить картины Дж. де Кирико: в ровности её тона есть нечто от тревожной застылости мира на полотнах итальянского сюрреалиста. «Города Кирико будто вымерли — это мир, который остался после исчезновения человека».
Мир после ядерной катастрофы, в котором не будет уже ни победителей, ни побеждённых, Дюрренматт представил в повести «Зимняя война в Тибете» (Der Winterkrieg in Tibet). Нет уже многих государств и целых народов; но исчезли не все, и те, что остались, продолжают воевать — непонятно с кем, непонятно за что, подчиняясь какой-то незримой Администрации. В этой повести нет обычной для Дюрренматта насыщенной событиями фабулы, она похожа скорее на гигантскую фреску. Лабиринт, туннель — любимые образы Дюрренматта-прозаика, в «Зимней войне…» подземный лабиринт становится последним прибежищем для ещё живых, потерявших разум, одичавших людей. Мир, одновременно похожий на бордель и застенок; наёмник-калека, выцарапывающий протезом на стенах свои сбивчивые воспоминания о жизни до войны, и укрывшиеся в бункерах правительства, взывающие по радио к своим уже уничтоженным народам. «Дюрренматт, — пишет Н. Павлова, — видел мир как парадоксальное сочетание жизни и катастрофичности, неисчерпаемого богатства возможностей и их сужавшегося круга. Его творчество жизнелюбиво, но исполнено страха за будущее человечества».

### Дюрренматт-художник
Сделав однажды выбор в пользу литературы — став профессиональным писателем, Дюрренматт всегда оставался и художником. В невшательском Центре, где регулярно проводятся выставки Дюрренматта-художника, хранится около тысячи его живописных и графических работ; многие работы находятся в частных собраниях.
В живописных работах Дюрренматта, по большей части не связанных с его литературной деятельностью, преобладают мифологические и религиозные мотивы, но в них присутствуют и образы, всегда занимавшие Дюрренматта-писателя: например, лабиринт и Минотавр, строительство Вавилонской башни.
Значительную часть наследия Дюрренматта составляют циклы иллюстраций к его собственным сочинениям; он сам называл свои рисунки «полями сражений», на которых происходит его писательская борьба, «приключения, эксперименты и поражения». Здесь специалисты отмечают несомненное влияние экспрессионистов, но также и безусловно близких «самому мрачному комедиографу» художников И. Босха, П. Брейгеля-Старшего и Ф. Гойи.